# Felsőtatárlaki evangélikus templom
A felsőtatárlaki evangélikus templom műemlék Romániában, Fehér megyében. A romániai műemlékek jegyzékében az AB-II-m-A-00369 sorszámon szerepel.